# パニア

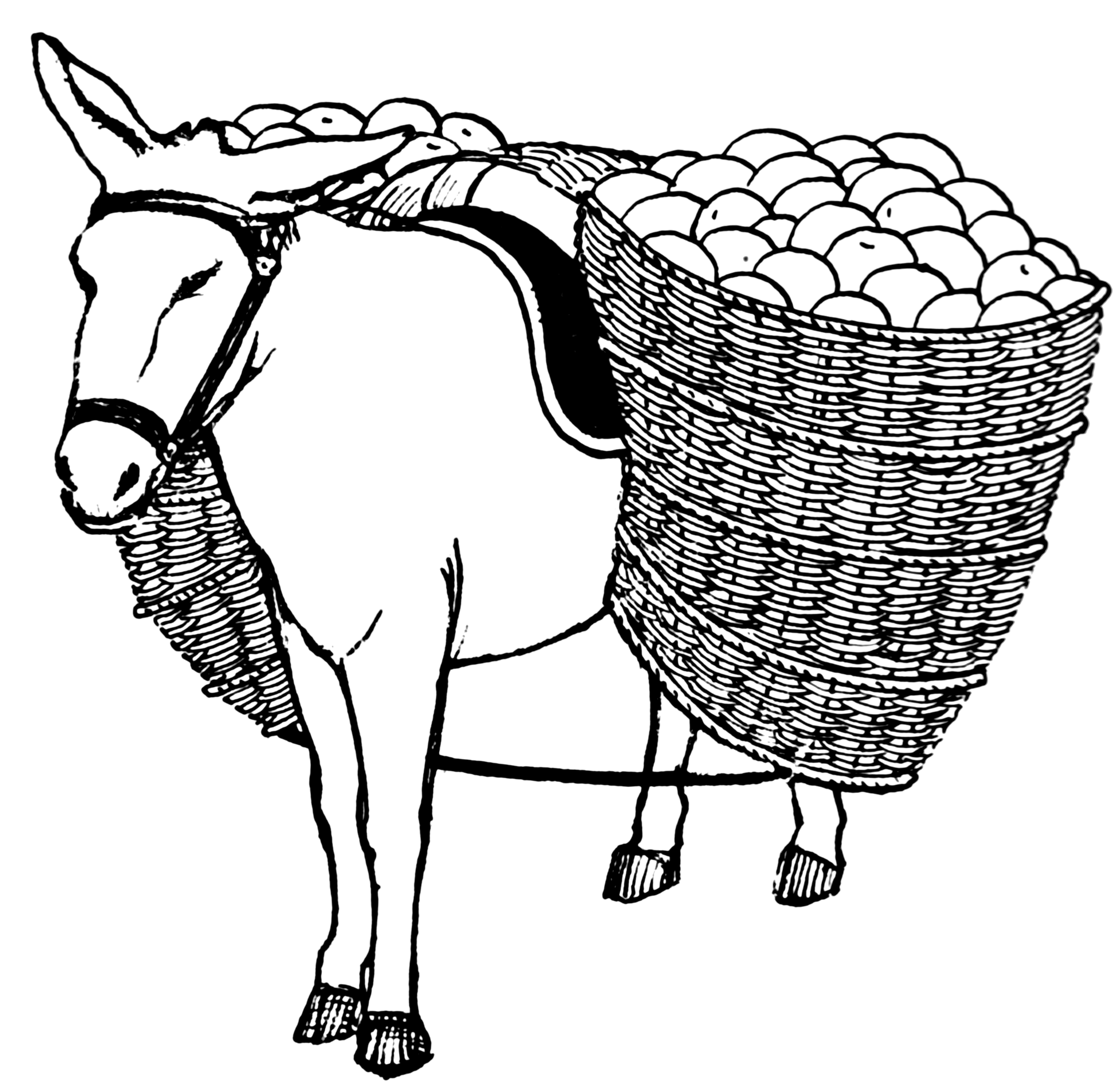
パニアの絵図

パニア(英: Pannier)とは、ウマやロバ、ラクダなどの家畜（使役動物）に、荷物を背負わせるための鞍に取り付けた背負いかご、バッグや荷台（荷鞍）のことである。あるいは、馬の背の両側に吊り下げて対になったかごや荷物の様からの連想が語源となっている「対になったもの」も指す。

## 家畜輸送のパニア
家畜輸送（駄獣）では、帆布や皮革、籐篭でできたパニアを用いる。そして農産物や、岩塩、生活物資など様々な品物をパニアで運ぶ。家畜による運搬には、自動車の通行が不可能な狭隘道路(きょうあいどうろ)や険しい悪路でも荷物を運ぶことができる長所がある。近年では中国の山間部でも電化がされている地域もあり、険しい山道において家電製品を生活物資とともにパニアで運ぶ事例もテレビ番組などで報告されている。

## 自転車のパニア

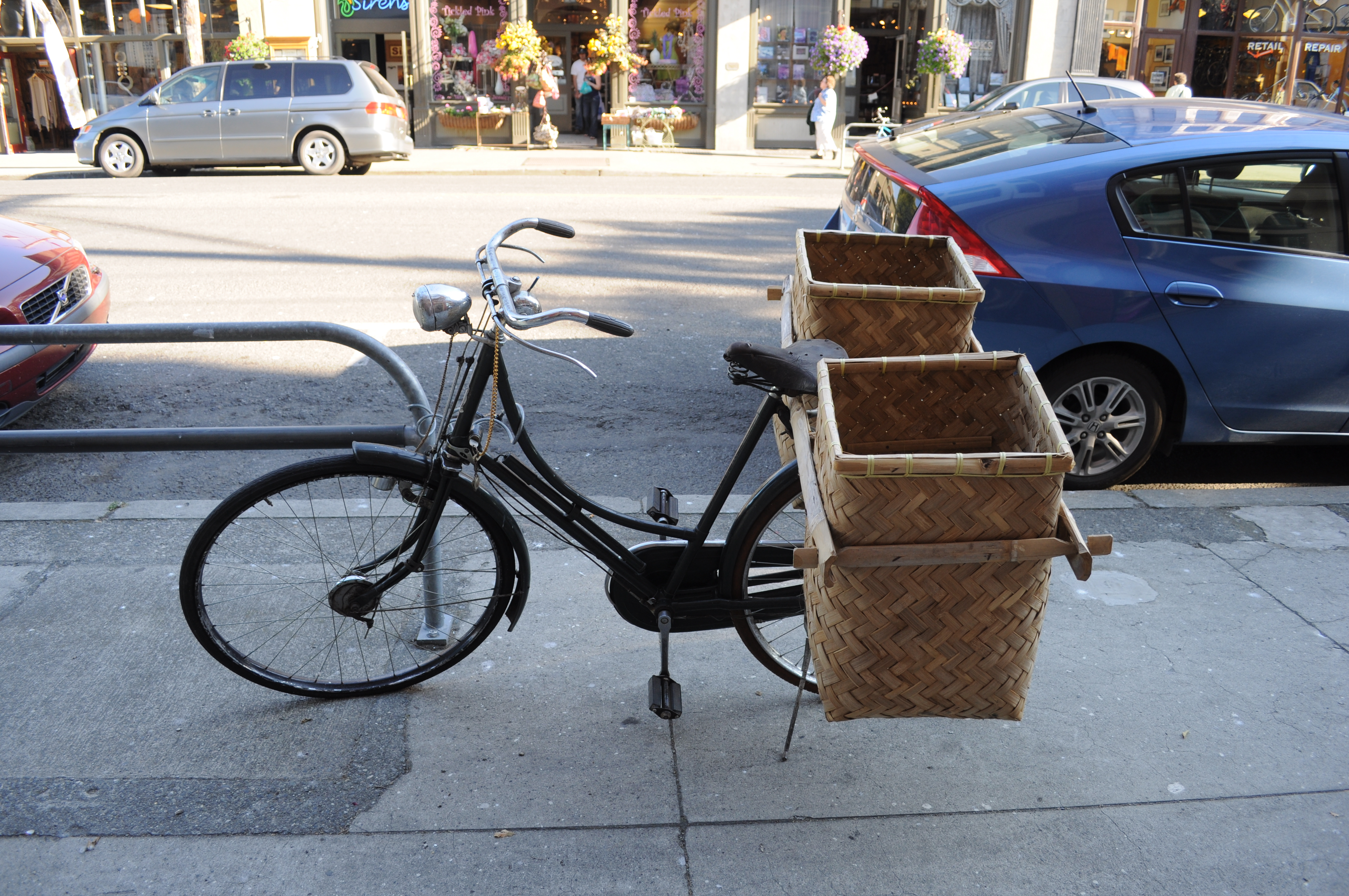
パニアかごをつけた実用車

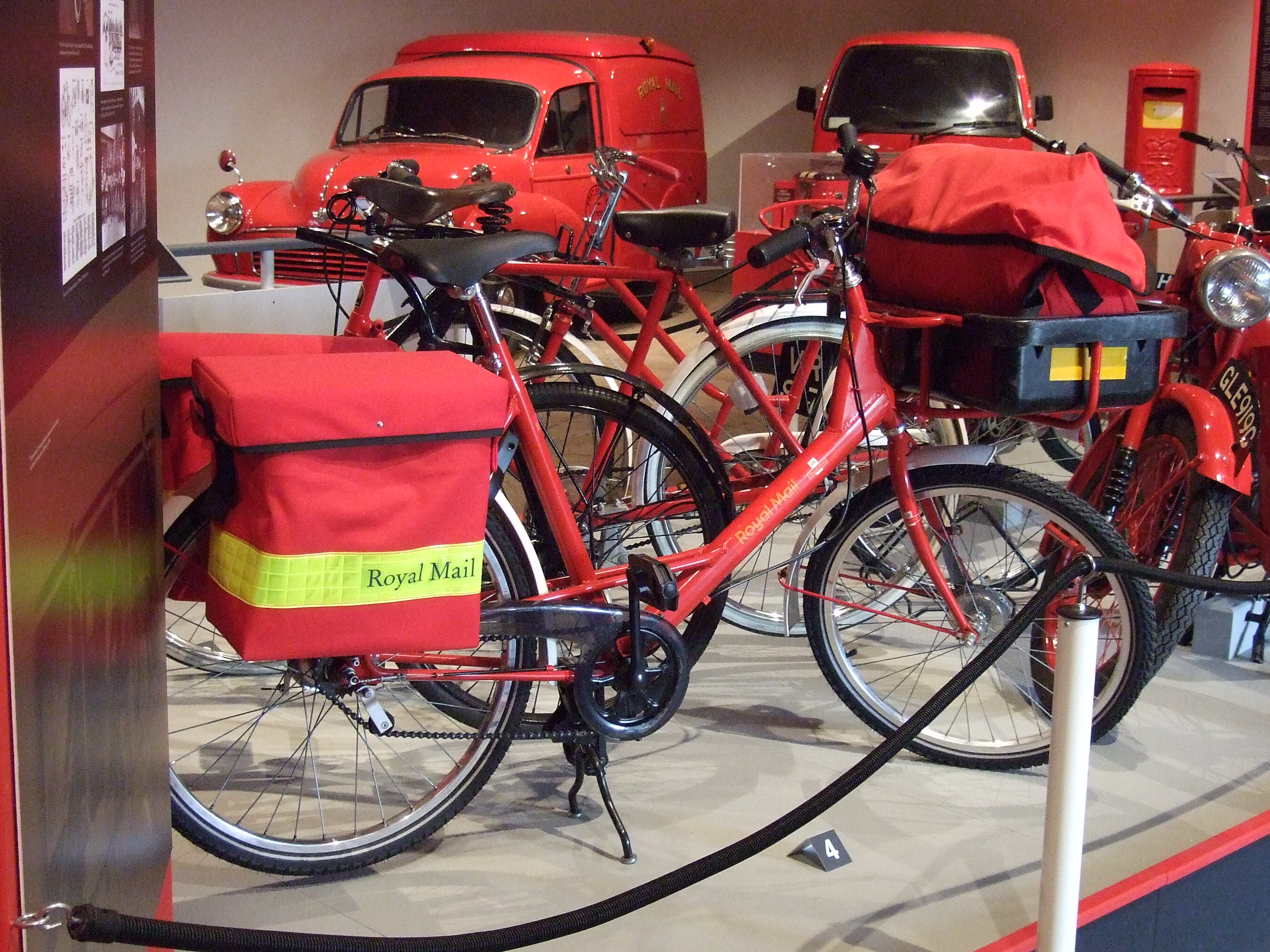
パニアバッグをつけた自転車(英国パシュリー・サイクル製ロイヤルメール仕様車)。

キャンピング車などによる長距離のサイクリングにパニアを用いる。自転車の前側または後ろ側にある荷台の両脇にパニアバッグやサイドバッグを取り付けて荷物を入れる。また実用車においては、トートバッグやかごを荷台に下げて使うこともある。
自転車用サドルバッグの発明については、1884年6月3日に左右のバッグが別々になったパニアバッグ（日本ではサイドバッグともいう）がニュージャージ州カムデンのジョーン・ウッド(英: John B. Wood) によってアメリカ合衆国特許第 299,609号が取得されている。

### 自転車の使用例
日本では、平成の天皇となった上皇明仁と上皇后美智子がかつてサイクリングに用いたサイクリング車の装備にもパニアが使われていた。当時、皇室に納められたサイクリング車は、自転車文化センター（日本自転車普及協会の運営による博物館で科学技術館と同じ建物内にある）にて収蔵および展示がされている。

## オートバイのパニア

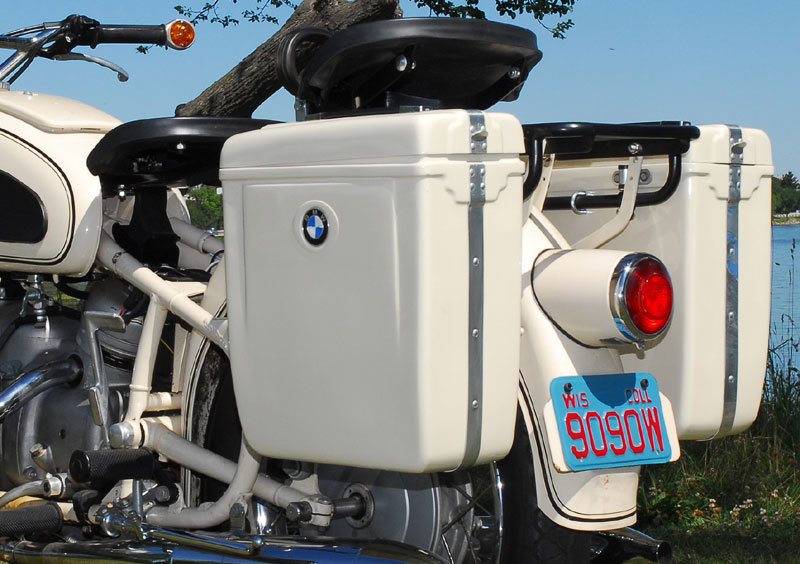
オートバイのパニア

オートバイにおけるパニアでは、車体後方の後輪の両脇、シート後方ないしタンデムシートの両側に取り付けられる。
キャビネット型（荷物を入れる箱）の場合は「パニアケース」と呼ばれることが多い。バッグ型の場合は「サドルバッグ」と呼ばれることが多い。
オートバイ用サドルバッグの発明については1961年4月11日にジョージア州アトランタの ルース・グリーブス(英: Ruth K. Greaves) によってアメリカ合衆国特許第 2,979,098号が取得されている。

## 鉄道のパニア

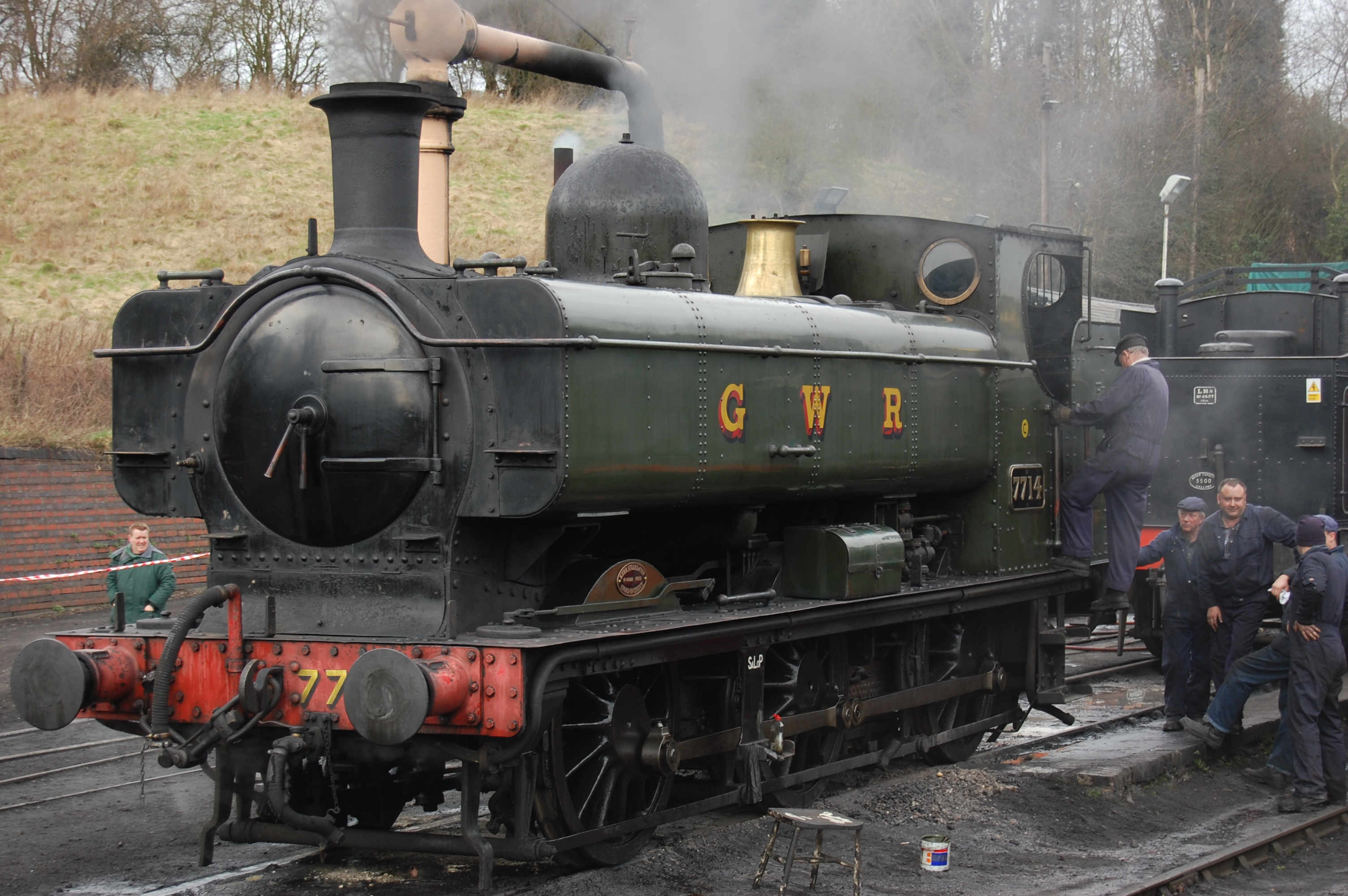
グレート・ウェスタン鉄道のパニア機関車7714号

パニアタンク（英: Pannier tank）と呼ばれるタンク機関車の一種。
ボイラーから張り出すように水タンクを設置しており、タンクと床との間に空間がある。イギリスのグレート・ウェスタン鉄道で多く使われた。同種の機関車の日本国内での使用例はない。
『汽車のえほん』とそのテレビ番組『きかんしゃトーマス』に登場するダックがこのパニアタンク機関車である。グレート・ウェスタン鉄道の「8750（または5700）クラス」がモデルになっているが、この型はパニアタンク機関車の代名詞的存在でもある。